# Sagopa Kajmer

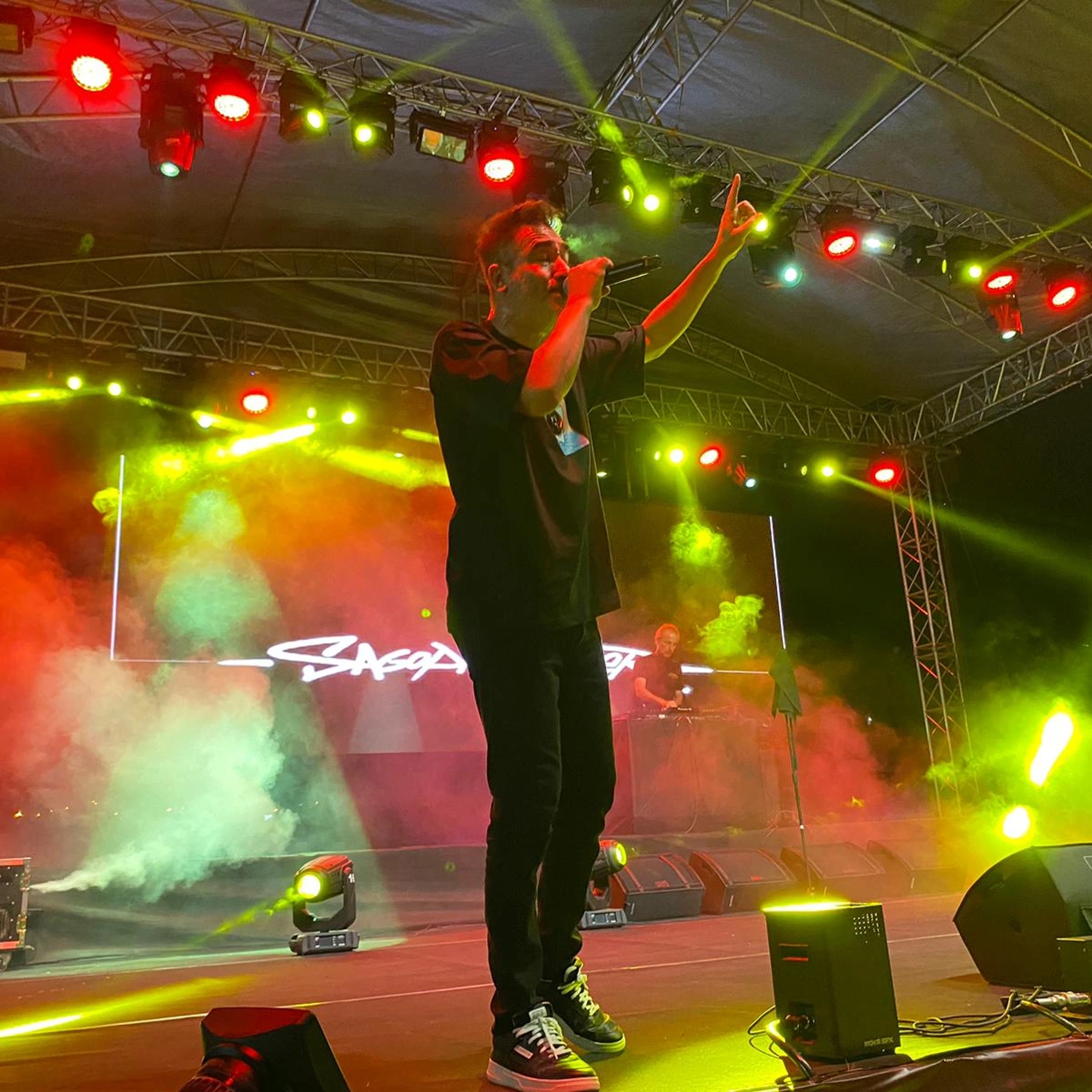
Sagopa Kajmer 2023

Sagopa Kajmer, bürgerlich Yunus Özyavuz, auch Silahsız Kuvvet oder DJ Mic Check, (* 17. August 1978 in Samsun, Türkei) ist ein türkischer Rapper, DJ und Musikproduzent.

## Leben und Karriere
Aus seiner Jugend ist nur bekannt, dass er sie in seiner Heimatstadt Samsun und in Bafra verbrachte. In seiner Jugend schrieb er Gedichte. Dann trat er als Teenager bei einem lokalen Radiosender das erste Mal als DJ auf.
1997 zog er nach Istanbul, um dort an der Universität Istanbul Persische Sprache und Literatur zu studieren. Er finanzierte sich weiterhin mit Radioauftritten und konnte ein Jahr später mit mäßigen finanziellen Mitteln sein eigenes Studio Kuvvetmira gründen. 1999 war er ein Teilnehmer der ersten türkischen Hip-Hop-Kompilation Yeraltı Operasyonu (dt. „Operation Untergrund“). Auf dieser war er mit seinem ersten Künstlernamen Silahsız Kuvvet (dt. „waffenfreie Macht“) auf zwei Stücken vertreten. Kajmers musikalischer Stil wird als Pessimist Rap bezeichnet.
2001 brachte er das Album Sözlerim Silahım (dt. „Meine Wörter sind meine Waffen“) heraus. Ein Jahr später erschien Ihtiyar Heyeti (dt. „der Ältestenrat“). Diese Platte war auch die letzte unter seinem Künstlernamen Silahsiz Kuvvet. 2002 feierte er als Sagopa Kajmer mit dem gleichnamigen Album ein erneutes Debüt. Sagopa setzte jetzt nicht mehr auf Battletracks und Beschimpfung, sondern rappte mit einer sauberen Sprache. Sein neuer Künstlername Sagopa Kajmer setzt sich aus dem Namen einer ägyptischen Pyramide Sagopa und dem Nachnamen des deutschen Archäologen und Entdeckers dieser Pyramide Gerhard Kajmeri zusammen.
Sagopa war in immer mehr Projekte involviert und 2003 erschien sein Doppel-Album Bir Pesimistin Gözyaşları (dt. „Die Tränen eines Pessimisten“). Er übernahm mit Cem Yilmaz die Verantwortung für den Soundtrack zum türkischen Kinofilm G.O.R.A., einem seiner kommerziellsten Projekte. Er rappte und produzierte die erste Singleauskopplung und den Video-Clip. 2005 erschien sein drittes Album Romantizma, ein Wortspiel aus den türkischen Wörtern für Romantik und Rheuma. Dieses fiel wieder düster aus und hatte gesellschaftskritische und an die Jugend gerichtete Texte, war allerdings auch mit ein paar Street-Hymnen bestückt. Sein bisher letztes Album kam 2021 heraus und trägt den Namen „Tek“.

### Produktionen und weitere Releases
Als Produzent ist Sagopa unter dem Pseudonym DJ Mic Check bekannt. Er ebnete mit seinen Beats und seinem Label den Weg für andere türkische MCs. So produzierte er unter anderem Cezas Solo-Alben und das Solo-Debüt von Dr. Fuchs, bei dem er auch als Gastrapper tätig war. 2005 machte er Kolera (Esen Güler Özyavuz) – seit 1. August 2006 Sagopas Ehefrau – zur ersten weiblichen MC der Türkei, die auf Albumlänge zu hören war. Die Produktion ihres Albums geht zu großen Teilen auf Sagopa zurück.
Ein Ergebnis der Zusammenarbeit der beiden war das 2007 erschienene Album İkimizi Anlatan Birşey (dt. „Etwas, was uns beide beschreibt“). Sein Sound ist nach wie vor von der düsteren Atmosphäre geprägt, wenn auch nicht mehr in dem Grade melancholisch wie auf „Bir Pesimistin Gözyaşları“(dt.„Tränen eines Pessimisten“). Textlich ist er nach wie vor gesellschaftskritisch und behandelt abergläubische, religiöse Themen und die schlechten Seiten des Lebens. Zu den Tracks Kendim İçin (dt. „Für mich“) und Monotonluk Maratonu (dt. „Marathon der Monotonie“ oder „Monotonie-Marathon“) erschienen Anfang 2008 die Videoclips.
Am 14. März 2008 erschien sein Kötü İnsanları Tanıma Senesi (dt. „Das Jahr des Kennenlernens schlechter Menschen“). Der Titel zielt auf seine Kollegen in der Szene ab, die ihn zuvor öffentlich attackiert hatten.
Mit dem israelischen Rapper SHI 360 nahm Sagopa mehrere Songs auf.

## Diskografie
| Jahr | Titel              | Anmerkungen |
| ---- | ------------------ | ----------- |
| 1999 | Yeraltı Operasyonu | Sampler     |
| 1999 | Gerilim 99 (Promo) |             |
| 2001 | Sözlerim Silahım   |             |
| 2002 | İhtiyar Heyeti     |             |

| Jahr | Titel                        | Anmerkungen                |
| ---- | ---------------------------- | -------------------------- |
| 2000 | One Second                   |                            |
| 2001 | On Kurşun                    |                            |
| 2002 | Sagopa Kajmer                |                            |
| 2004 | Bir Pesimistin Gözyaşları    | Doppel-Album               |
| 2005 | Romantizma                   |                            |
| 2006 | Kafile                       | Label-Sampler              |
| 2007 | İkimizi Anlatan Bir Şey      | mit Kolera                 |
| 2008 | Kötü İnsanları Tanıma Senesi |                            |
| 2009 | Şarkı Koleksiyoncusu         | Kompilation                |
| 2010 | Bendeki Sen                  | mit Kolera                 |
| 2010 | Kafile 2                     |                            |
| 2011 | Saydam Odalar                | Mini-Album                 |
| 2013 | Kalp Hastası                 |                            |
| 2015 | Underground Years            | Instrumental (Vol 1 und 2) |
| 2017 | Ahmak Islatan                | Neuaufnahmen von Songs     |
| 2021 | Tek                          | Neuaufnahmen von Songs     |
| 2022 | Kağıt Kesikleri              |                            |

| Jahr | Titel                      | Anmerkungen |
| ---- | -------------------------- | ----------- |
| 2000 | Pesimist 1                 |             |
| 2002 | Pesimist 2                 |             |
| 2005 | Pesimist 3                 |             |
| 2005 | Disstortion                |             |
| 2006 | Pesimist 4 – Kurşun Asker  |             |
| 2008 | Pesimist 5 – Kör Cerrah    |             |
| 2009 | Saykodelik                 |             |
| 2014 | Pesimist 6 – Ahmak Islatan |             |
| 2019 | Sarkastik                  |             |
| 2020 | Yunus                      |             |

### Singles (Auswahl)
- 2011: Galiba
- 2013: Baytar
- 2017: 366.Gün
- 2017: Sertlik Kanında Var Hayatın
- 2019: Toz Taneleri
- 2019: Avutsun Bahaneler
- 2020: Siyah (mit Patron)

## Produktionen und Gastauftritte
- Yeraltı Operasyonu (Türkischer HipHop-Sampler „Operation Untergrund“)
- Melankolik Agressor EP1 von Turgay K (Nefret)
- Rapstar von Ceza
- Med Cezir von Ceza
- G.O.R.A. (Soundtrack)
- Huzur N’darem von Dr. Fuchs
- Karantina Embryo von Kolera
- Inziva von Kolera
- Kafile (Labelsampler des neuen Kuvvetmira Sublabels „Melankolia“)
- Ahenk von Abluka Alarm
- Süveyda von Abluka Alarm
- Karamsar Naralar von Derin Darbe